# 바라타 데 프리마베라
《바라타 데 프리마베라》(스페인어: Barata de primavera)은 1975년 방영된 멕시코의 텔레노벨라이다.